# Death Note
Death Note (デスノート Desu Nōto, Dødsnotesbog på dansk) er en japansk anime/manga, skrevet af Tsugumi Ohba og illustreret af mangaka Takeshi Obata.
Handlingen udspiller sig i hovedstaden Tokyo, hvor man stifter bekendtskab med protagonisten, Light Yagami (Yagami Raito, 夜神月).
Light er en aldeles intelligent student, som ved et tilfælde finder en overnaturlig notesbog kaldt Death Note; smidt på Jorden af en Shinigami, dødsgud, Ryuk.
Death Note skænker sin ejer evnen til at dræbe ethvert menneske de husker ansigtet på ved at skrive pårørendes navn ind i Death Note.
Historien følger Light Yagamis forsøg på at skabe det perfekte utopia ved at rense verden for kriminelle ved hjælp af notesbogen, men ikke desto mindre hans komplicerede kamp mod hans modstander; den mystiske detektiv L.
Til start blev Death Note, af Shueisha, en serie bestående af 108 bind i det japanske manga magazin Weekly Shōnen Jump fra december 2003 til maj 2006. Men i løbet af maj 2004, blev Death Note udgivet som separate bøger, heraf 12 bind.
Death Note serien blev også brugt til en live-action film offentliggjort i Japan den 17. juni 2006.
En anime version af Death Note blev også lavet og vist i Japan fra den 3. oktober 2006 til den 26 juni 2007, bestående af 37 afsnit.
Anime serien blev udviklet af Madhouse og iscenesat af Tetsuro Araki.
Udover dette, er der også blevet lavet en række spil publiceret af Konami for Nintendo DS.

## Plot
Light Yagami (Yagami Raito, 夜神 月) er en intelligent ung mand, som er oprørt over den voksende kriminalitet og korruption i den verden han lever i.
Hans liv får en drastisk ændring da han en dag finder en mystisk notesbog på jorden – Death Note.
Regelsættet i Death Note påstår, at det menneske hvis navn er skrevet i notesbogen skal dø.
Light er dog meget skeptisk overfor Death Note og dens virkning, men efter at have prøvet bogen af, går det op for ham, at den er ægte.
Efter Lights møde med en Shinigami kaldt Ryuk (Ryūku, リューク), begynder Lights forsøg på at blive guden af den nye verden ved at slå samtlige kriminelle ihjel vha. Death Note.
Ikke lang tid efter, begynder tallet på uforklarlige mord at vokse, hvilket fanger den Internationale politi organisations opmærksomhed, hvorefter en detektiv kendt som "L" bliver sat på sagen.
L, som i øvrigt blot er kendt for verden som en computer-stemme, opdager hurtigt, at den internationale seriemorder Kira (oprindeligt fra det engelske ord "Killer"), opholder sig i Japan. Derudover konkluderer han, at Kira kan slå et menneske ihjel uden fysisk kontakt, men hvor han dog skal bruge navn og ansigt.
Light bliver klar over, at L vil blive hans største udfordring for hans kamp om en ny verden og en kamp mellem de to begynder.

## Death Note og dens funktion
Death Note skænker sin bruger evnen til at slå ethvert menneske ihjel på enhver mulig måde, så længe offerets navn er skrevet ind samtidig med, at ansigtet er husket.
I Death Note er fem af de vigtigste regler for brugen af bogen blevet skrevet ned af Shinigamien Ryuk inden han smed bogen på jorden.
Desuden, blev disse regler skrevet ned på engelsk, da Ryuk ikke havde nogle specielle planer for, hvem der skulle samle bogen op og derfor valgte at bruge det sprog, der var mest udbredt.
Reglerne lyder som følgende:
- Det menneske, hvis navn er skrevet i denne notesbog, skal dø.
- Notesbogen vil ingen effekt have, medmindre brugeren har ofrets ansigt i tankerne mens navnet bliver skrevet ned. Derfor vil personer med det samme navn ikke blive påvirket.
- Hvis grunden til dødsfaldet er skrevet inden 40 sekunder efter man har skrevet navnet i notesbogen, vil det ske.
- Hvis grunden til dødsfaldet ikke er skrevet, vil personen dø af et hjerteanfald.
- Efter at man har skrevet grunden til dødsfaldet, skal andre detaljer med hensyn til døden skrives inden 6 minutter og 40 sekunder.

## Personer
LIGHT YAGAMI (夜神 月, Yagami Raito) aka キラ, Kira, Killer, Gud eller Kami
Hovedpersonen i serien. Første gang, læseren introduceres til ham, vises han som en tiltrækkende, intelligent syttenårig, der betragter verden som intet andet end en rådnende organisme. Finder Ryuks Death Note liggende på grunden i sit gymnasium, og ender med at tage den med hjem, på trods af, at han betragter regelsættet og selve ideen som en syg joke. På trods af dette bliver han dog fascineret og tester notesbogen på hhv. en kriminel og en fyr, han ser på gaden forsøger at voldtage en kvinde. Chokeret over sine handlinger, indser han dog, at verden trænger til at slippe af med visse personer, og opslugt af idealer beslutter han sig for at opbygge en ny verden med sig selv som gud (Kira) og dommer af retfærdighed.
Det skal dog ikke gå så let på grund af...
L (エル, Eru)
Verdens bedste detektiv. Han har til opgave at afsløre Kira. L er en meget særpræget person, med anderledes spisevaner (han spiser konstant søde sager) og en meget underlig måde at sidde på. Han har løst mange sager i fortiden, og er villig til at ofre sit liv for Kira-sagen.
-yderligere information om de andre personer i serien er ikke skrevet på dansk endnu-
Misa Amane (弥 海砂, Amane Misa)
En forestående model, Kira-fan og senere påtager sig rollen som 'Den Anden Kira'. Da Misa får fat i en 'death note' af dødsguden (shinigami) Rem opsøger hun Kira. Da hun opdager at Light Yagami er Kira, dedikerer hun sit liv til at hjælpe Light på hans færd mod at skabe en ny verden (Dette gør hun blandt andet ved at bruge signe givne Shinigami øjne til at finde navne på Kiras fjender)

## Manga
Mangaserien Death Note, blev, af Shueisha, til start udgivet som en serie i det japanske manga magazin Weekly Shōnen Jump i december 2003, hvor den hurtigt fik en stor læserskare. Serien blev derefter stoppet i Japan, bestående af 108 kapitler. Herefter, blev de 108 kapitler samlet til 12 separate tegneserie bøger (tankōbon).
Fra og med April 2005 blev Death Note med bevilling publiceret i Nord Amerika af Viz Media, hvor det første bind på engelsk blev udgivet den 10. oktober 2005.
I Danmark blev første bind af Death Note serien "Kedsomhed" udgivet af Carlsen Manga den 19.september 2008, oversat af Alex Jørgensen.

## Anime
Det var denne anime (Det japanske ord for en tegnefilm) der gjorde Death Note populært, og siden er seriens popularitet vokset og har bredt sig over hele jorden. Serien indeholder 37 episoder delt op i to "sæsoner" fra 1-19 og 20-37. Tegnefilmen blev først vist i Japan i oktober 2006.

## DVD
Serien er nu udkommet på DVD-film på 12 DVD'er og de indeholder hver en plastikfigur af en af karaktererne i serien.
Alle DVD'erne er endnu ikke udkommet på engelsk.

## Film
Death Note: The Movie, en spillefilm udkom i 2006 i Japan som en todelt film, altså handlingen forløb over to fulde spillefilm. Filmene er i "levende live" og sproget er selvfølgelig japansk.

## Spil
Et spil ved navn Death Note Kira's Game er udkommet til Nintendo DS (2007). Spillet foregår ved at man enten tager rollen som Kira (Light) eller "L"